# メリアドク・ブランディバック
メリアドク・ブランディバック（Meriadoc Brandybuck、 第三紀2982年 - 第四紀65年頃）は、J・R・R・トールキンの中つ国を舞台とした小説、『指輪物語』の登場人物。「指輪の仲間」の一人。通称はメリー（Merry）。

## 人物
ホビット族の大家系のひとつ、ブランディバック家の総領の一人息子。主人公フロド・バギンズの母方の従兄弟の息子で、明るく活発で頭も悪くない。ペレグリン・トゥック（通称、ピピン）とは相棒同士。ビルボ・バギンズの従弟でもある祖父がビルボと親交があった縁で幼少時から袋小路屋敷に出入りしていた為、ビルボが一つの指輪を用いる場面を偶然目撃し、ホビット庄の中ではフロドを除くと唯一ビルボの魔法の指輪の存在を知っていた。指輪戦争のさなか、ピピンと共にエントの飲み物を飲み、その作用で身長が伸び「史上最大のホビット」となる。エント達をアイゼンガルド攻略に立ち上がらせたのは彼ら二人の力によるところが大きい。ガンダルフに同行してゴンドールへ向かうピピンと別れた後、ローハンの王セオデンの庇護の元に置かれたが、戦場に駒を進めることは許されなかった。しかし友が戦場に身を置く中で後方に留まるのを潔しとせず、アラゴルンにかれの後事を託されたエオウィン（かの女もまた戦場に赴く事を許されなかった）と共に騎士団に紛れ込んでペレンノール野の合戦へ塚山出土の剣を手に参戦した。その結果、「人間の男には倒されない」と予言されていたアングマールの魔王を「男ならぬ」エオウィンと「人間ならぬ」かれとが共に倒すことになった。この功績により、かれはローハンの騎士に任命され、故郷に帰るに際しエオメルよりホルドヴィネ（Holdwine、誠実なる友）の名と、ローハンの宝物でありドワーフの手によって作られた由緒ある角笛を贈られた。敵の心胆を寒からしめ味方に勇気を与えるこの角笛は、第三紀に北方で退治された大竜スカサに由来し、ホビット庄の掃討戦水の辺村の戦いに大きな力を発揮した。
指輪戦争の後に彼はバック郷の館主となり、一族を率いた。その後ローハンのエオメル王から呼ばれた彼は友人のセイン（ペレグリン）と共にエドラスに旅立ち、エオメルが死ぬまでそこに留まった。そして彼とペレグリンはゴンドールに赴き、余生をそこで送り、死んだ後にその棺はエレスサール王の棺のそばに並んで置かれたという。
古文書から英語への「翻訳」という体裁をとる『指輪物語』において、彼の著したとされる本「ホビット庄の古語および古名」（Old Words and Names in the Shire）は、固有名詞の「翻訳」に多大な手掛かりをもたらしたであろう。彼はまた、「翻訳」前のフルネーム、Kalimac Brandagamba（カリマク・ブランダガンバ）が明らかにされている数少ないキャラクタの一人でもある。